# Palpita paulianalis
Palpita paulianalis là một loài bướm đêm trong họ Crambidae.